# Europamästerskapen i triathlon 2022
Europamästerskapen i triathlon 2022 hölls mellan den 12 och 14 augusti 2022 i München i Tyskland. Det var den 38:e upplagan av europamästerskapen i triathlon och den arrangerades som en del av europeiska idrottsmästerskapen 2022.
Herrarna och damerna tävlade individuellt i olympisk distans, vilket är 1,5 km simning, 40 km cykling och 10 km löpning. Mixtävlingen bestod av två damer och två herrar i varje lag med 300 meter simning, 7,2 km cykling och 1,6 km löpning per person.

## Medaljörer
| Gren       | Guld                                                                  | Guld    | Silver                                                           | Silver  | Brons                                                         | Brons   |
| Herrar     | Léo Bergère Frankrike                                                 | 1:41.09 | Pierre Le Corre Frankrike                                        | 1:41.17 | Dorian Coninx Frankrike                                       | 1:41.24 |
| Damer      | Non Stanford Storbritannien                                           | 1:52.10 | Laura Lindemann Tyskland                                         | 1:52.19 | Emma Lombardi Frankrike                                       | 1:52.22 |
| Mixstafett | Frankrike Léo Bergère Emma Lombardi Dorian Coninx Cassandre Beaugrand | 1:25.30 | Tyskland Valentin Wernz Nina Eim Simon Henseleit Laura Lindemann | 1:26.03 | Schweiz Max Studer Cathia Schär Simon Westermann Julie Derron | 1:26.19 |

## Medaljtabell
*   Värdland ( Tyskland)
| Nr                  | Nation               | Guld | Silver | Brons | Totalt |
| ------------------- | -------------------- | ---- | ------ | ----- | ------ |
| 1                   | Frankrike (FRA)      | 2    | 1      | 2     | 5      |
| 2                   | Storbritannien (GBR) | 1    | 0      | 0     | 1      |
| 3                   | Tyskland (GER)*      | 0    | 2      | 0     | 2      |
| 4                   | Schweiz (SUI)        | 0    | 0      | 1     | 1      |
| Totalt (4 nationer) | Totalt (4 nationer)  | 3    | 3      | 3     | 9      |